# Alfred von Reumont
Alfred von Reumont (Aquisgrán, 15 de agosto de 1808- Aquisgrán, 27 de abril de 1887) fue un diplomático y erudito alemán.

## Biografía
Hijo de Gerhard Reumont (1765-1829), estudió primero en la Universidad de Bonn y posteriormente en la Universidad de Heidelberg. Obtuvo un puesto en Florencia a través del inglés William Craufurd, pero pronto ingresó en los servicios diplomáticos prusianos y trabajó en Florencia, Constantinopla y Roma. También trabajó para el Ministerio de Asuntos Exteriores en Berlín. De 1851 a 1860 fue embajador en Florencia. Reumont era amigo y consejero de Federico Guillermo IV de Prusia.
En 1879 fundó la Aachener Geschichtsverein. 
Pasó sus últimos años en Bonn y Aquisgrán, donde murió el 27 de abril de 1887.

## Escritos

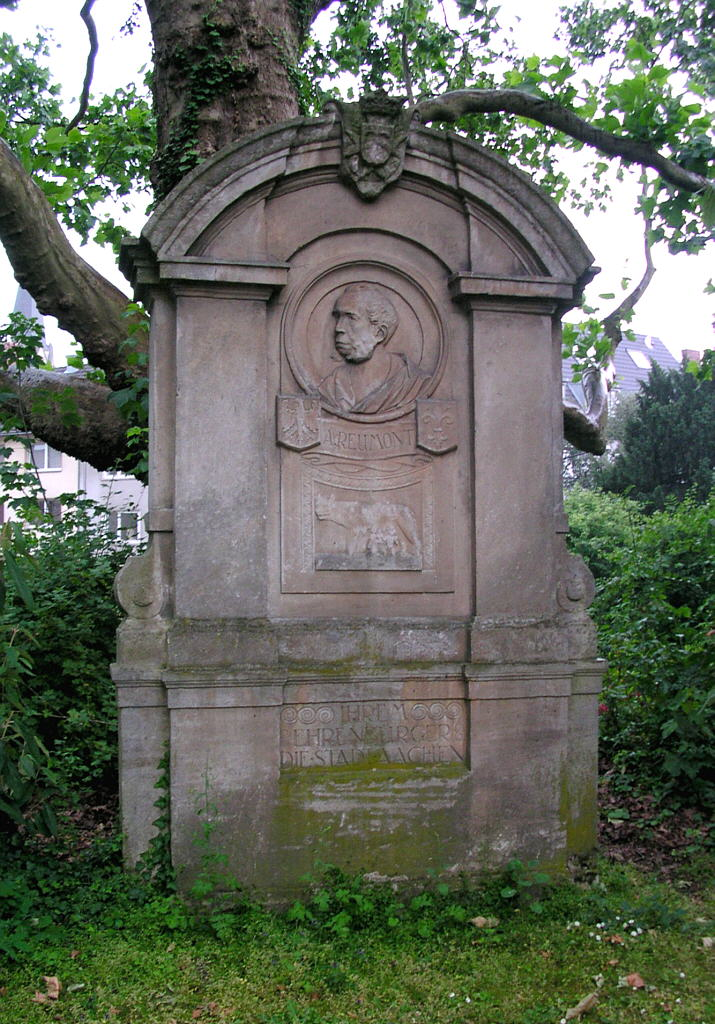
Monumento en honor de Alfred von Reumont en Aquisgrán.

Los escritos de Reumont tratan principalmente de Italia, donde pasó muchos años de su vida. Sobre la historia de Florencia y Toscana escribió: Tablas cronológicas y sincrónicas de la historia florentina (1841; Suplemento, 1875); Geschichte Toscanas seit dem Ende des florentinischen Freistaats (Historia de Toscana desde el fin del estado libre de Florencia, Gotha, 1876-1877) y una obra sobre Lorenzo de Médici (Leipzig, 1874 y nuevamente en 1883). Este último libro fue traducido al inglés por R. Harrison en 1876. Recuerda su conexión con Florencia cuando escribió Römische Briefe von einem Florentiner (Cartas romanas de un florentino, Leipzig, 1840-44), siendo su estancia en Roma también la inspiración para Geschichte der Stadt Rom (3 vols., 1867-1870).
En relación a la historia de Nápoles, escribió Die Carafa von Maddaloni Neapel unter spanischer Herrschaft (1851; traducción inglesa, 1854), y respecto a la historia italiana Beiträge zur italienischen Geschichte (6 vols., Berlín, 1853-1857). y Charakterbilder aus der neueren Geschichte Italiens (1886).
Escritos más estrictamente biográficos son: Die Jugend Caterinas de' Medici, que fue traducido al francés por A. Baschet (1866); Die Gräfin von Albany (1860); y sobre la vida de su querido amigo Gino Capponi escribió Gino Capponi, ein Zeit- und Lebensbild (Gotha, 1880).
También escribió: Zeitgenossen, Biografien und Charakteristichen (Berlín, 1862); Bibliografia dei lavori pubblicati in Germania sulla storia d'Italia (Bibliografía de obras publicadas en Alemania sobre la historia de Italia, Berlín, 1863); Biographische Denkblätter nach personlichen Erinnerungen (Leipzig, 1878); Saggi di storia e letteratura (Ensayos sobre historia y literatura, Florencia, 1880).